# Hylasia
Hylasia là một chi bướm đêm thuộc họ Geometridae.